# Grandeus
Der Grandeus ist ein Berg in den polnischen Pogórze Spiskie, einem Gebirgszug der Pogórze Spisko-Gubałowskie, mit 802 Metern Höhe über dem Meeresspiegel. Auf ihm befindet sich ein Sendeturm.

## Lage und Umgebung
Der Grandeus liegt unterhalb der Hohen Tatra.

## Tourismus
Der Gipfel ist von allen umliegenden Ortschaften leicht erreichbar. Er liegt außerhalb des Tatra-Nationalparks. 

### Wanderwege
- ▬ ein rot markierter Wanderweg führt von Dursztyn auf den Gipfel und weiter nach Łapsze Wyżne.